# Vidángoz/Bidankoze
Vidángoz/Bidankoze (spanisch Vidángoz, baskisch Bidankoze) ist ein Ort und eine Gemeinde im baskischsprachigen Teil der Autonomen Gemeinschaft Navarra mit 76 Einwohnern (Stand: 2024).

## Lage
Vidángoz/Bidankoze liegt etwa 43 Kilometer östlich von Pamplona nahe der Grenze zwischen Frankreich und Spanien in einer Höhe von ca. 790 m.

## Sehenswürdigkeiten
- Peterskirche
- Michaeliskirche